# Andrena tenuistriata
Andrena tenuistriata är en biart som beskrevs av Pérez 1895. Andrena tenuistriata ingår i släktet sandbin, och familjen grävbin. Inga underarter finns listade i Catalogue of Life.